# Volusien (évêque)
Pour les articles homonymes, voir Volusianus.
Volusien (Volusianus en latin) fut le septième évêque de Tours de 491 à 496. 

## Biographie
Volusien appartient à une famille sénatoriale riche et pieuse originaire de l'Auvergne, et il est proche parent de son prédécesseur Saint Perpet, ainsi que de Rurice de Limoges. En 491, il est élu évêque de Tours.
Soupçonné par les Wisigoths de vouloir se soumettre à la puissance des Francs, alors même que le roi Clovis vient de se convertir, il est privé de son évêché et exilé à Toulouse. En effet, le roi goth Alaric II, chrétien arien, a peur de perdre ainsi son influence à Tours. Lorsque les Wisigoths perdent contre Clovis (ce qui entraîne la mort d'Alaric II) et se replient sur l'Espagne, ils emmènent d'abord Volusien avec eux, avant de lui trancher la tête à Pamiers. Ses reliques se trouvent à l'abbatiale Saint-Volusien. Déclaré martyr, il est sanctifié et fêté le 18 janvier. Il est également le patron de la ville de Foix.

## Identification du personnage
Trois personnages exactement contemporains et dénommés Volusien apparaissent dans les textes d'époque conservés jusqu'à nous: Volusien évêque de Tours; Volusien riche seigneur possessionné dans le Bessin mentionné dans la vita de saint Vigor; enfin Volusien proche de Sidoine Apollinaire lui aussi possessionné dans le Bessin et pendant un temps co-Abbé du monastère de Saint-Cirgues à Clermont-Ferrand. Il est tentant de voir en ces trois mentions l'évocation d'un seul et même personnage. L'identification du premier et du troisième est soutenue de longue date. L'identification du second et du troisième n'est envisagée que plus récemment. 
L'identification formelle est obscurcie par le fait que Volusien n'est que le nom de la famille (Ceionii Volusiani) et que l'un de ces trois personnages pourraient donc aussi bien être le père ou le fils de l'un des autres. Cependant, une analyse sémantique fine semble tout  de même plaider pour l'identification formelle. Notamment, le fait que Sidoine Apollinaire qualifie Volusien par le vocable « mon frère » suggère une exacte contemporanéité. Dans ses Lettres, s'adressant à divers correspondants, Sidoine utilise à de multiples reprises la locution « mon frère par l'âge » et cela concerne toujours un exact contemporain (et bien sûr, de la même condition sociale illustre que lui). Si l'on adopte ce point de vue, Sidoine (~430-489) meurt relativement jeune vers 59 ans, et Volusien (~430-498) meurt vers 68 ans ce qui n'a rien d'irréaliste.
Saint Vigor (? - 537) est de la génération suivante. En remerciement de l'extirpation du paganisme dans le Bessin, Volusien lui fait don, à date indéterminée, d'une terre qu'il possède dans cette contrée et comprenant 25 villages, afin d'y édifier un monastère : ce sera l'abbaye  Saint-Vigor de Cerisy.

## Source primaire
- Grégoire de Tours, Histoire des Francs, livre X